# Lorenzo di Giovanni de’ Medici
Lorenzo di Giovanni de’ Medici (auch Lorenzo der Ältere genannt; * 12. Oktober 1394; † 23. September 1440 in Careggi) war ein Bankier aus Florenz.
Lorenzos Eltern waren die Eheleute Giovanni di Bicci de’ Medici und Piccarda de’ Bueri. Auf seinen älteren Bruder Cosimo de’ Medici geht der Familienzweig der Medici di Cafaggiolo zurück, der mit einer Unterbrechung bis 1537 Florenz regierte. Von Lorenzo hingegen stammt die später als Popolani bezeichnete „jüngere“ Medici-Linie ab, aus der später die Großherzöge der Toskana hervorgingen. Er war mit Ginevra Cavalcanti verheiratet und hatte mit ihr zwei Söhne, Francesco und Pierfrancesco de’ Medici den Älteren (1430–1476).
In der Öffentlichkeit hielt sich Lorenzo, der sich vor allem um die Geschäfte der von seinem Vater gegründeten Medici-Bank kümmerte, im Vergleich zu seinem Bruder Cosimo sehr zurück. Er übernahm jedoch immer wieder wichtige Aufgaben im Auftrag der Stadtregierung: 1429 reiste er als Gesandter nach Venedig, 1431 zum neugewählten Papst Eugen IV. nach Rom und 1438 nach Ferrara, wo es ihm gelang, den Papst von einer Verlegung des Konzils von Basel/Ferrara/Florenz nach Florenz zu überzeugen. 1431 wurde Lorenzo in den einflussreichen Rat der Zehn gewählt.
Als sein Bruder Cosimo 1433 zunächst inhaftiert und dann aus Florenz verbannt wurde, versuchte Lorenzo, zu dessen Unterstützung eine Armee aufzustellen, begleitete ihn aber schließlich ins Exil nach Venedig. Schon 1434 kehrten sie gemeinsam nach Florenz zurück. Lorenzo ging im Jahr darauf als Verwahrer der Einkünfte des Heiligen Stuhls nach Rom. Er starb 1440, wie später sein Bruder und dessen Enkel Lorenzo in der Medici-Villa in Careggi bei Florenz und wurde in der Basilica di San Lorenzo begraben.